# 穗北站
穗北站（日语：／ Hokita eki */?）是位於宮崎縣西都市大字南方，日本國有鐵道（國鐵）妻線的鐵路車站（廢站）。

## 歷史
- 1922年（大正11年）8月20日：鐵道省妻輕便線（後來名為妻線）妻站至杉安站之間開業，此站啟用，當時為一般車站[1]。
- 1944年（昭和19年）12月1日[1][注 1]：此站至杉安站之間因成為不要不急線而暫停營業，此站也暫停營業。
- 1947年（昭和22年）3月20日：妻站至杉安站之間重開[1]。
- 1962年（昭和37年）9月20日：結束貨運業務[1]。
- 1984年（昭和59年）
  - 2月1日：結束行李起卸業務[1]。
  - 12月1日：隨著妻線全線廢除，此站也被廢除[1]。

## 車站構造
此站為業務委托車站，設有1面1線的單式月台。

## 相鄰車站
日本國有鐵道（國鐵）
妻線
妻－穗北－杉安

## 注腳

## 相關項目
- 日本鐵路車站列表 Ho